# Bernus Goram
Pour les articles homonymes, voir Goram.
Bernus Goram est un footballeur français né le 30 mars 1959 à Saint-Louis (Guadeloupe). 
Il a joué à l'AS Nancy-Lorraine, comme attaquant.

## Carrière de joueur
- Pointe-à-Pitre  France
- 1978-1982 : AS Nancy-Lorraine  France
  - 1979-1980 : SR Saint-Dié  France (prêt)
- 1982-1983 : CS Cuiseaux-Louhans  France
- 1983-1989 : Stade poitevin PEPP  France